# AeroStan
AeroStan è una compagnia aerea cargo con sede a Biškek, in Kirghizistan. Operava servizi cargo charter nazionali e internazionali.

## Storia
La compagnia, fondata nel 2004, operava servizi cargo charter nazionali e internazionali. Nel 2012 è stato sospeso il suo certificato di operatore aereo.
Nella seconda metà del 2020, la compagnia ha acquisito alcuni aerei per poter riprendere le operazioni. Nel settembre 2020 è stato preso un Airbus A300B4-200F, mentre nel novembre 2020 due Boeing 747-200 in versione cargo. In data non specificata è stato preso in carico un Boeing 727-200 Adv. convertito per il trasporto di merci. La compagnia ha poi ripreso le operazioni.

## Flotta
A febbraio 2024 la flotta di AeroStan è così composta: